# Condado de Georgetown
El condado de Georgetown (en inglés: Georgetown County, South Carolina), fundado en 1769, es uno de los 46 condados del estado estadounidense de Carolina del Sur. En el año 2000 tenía una población de 55 797 habitantes con una densidad poblacional de 26 personas por km². La sede del condado es Georgetown.

## Geografía
Según la Oficina del Censo, el condado tiene un área total de 2681 km² (1035,1 mi²), de la cual 2111 km² (815,1 mi²) es tierra y 570 km² (220,1 mi²) es agua.

### Condados adyacentes
- Condado de Marion norte
- Condado de Horry noreste
- Condado de Berkeley suroeste
- Condado de Charleston suroeste
- Condado de Williamsburg noroeste

### Área Nacional Protegida
- Waccamaw Refugio de Vida Silvestre (parte)

## Demografía
En el 2000 la renta per cápita promedia del condado era de $26 598, y el ingreso promedio para una familia era de $32 019. El ingreso per cápita para el condado era de $13 385. En 2000 los hombres tenían un ingreso per cápita de $25 896 contra $20 590 para las mujeres. Alrededor del 21.70% de la población estaba bajo el umbral de pobreza nacional.

## Lugares

### Ciudades y pueblos
- Andrews
- Georgetown
- Murrells Inlet
- Pawleys Island

### Comunidades no incorporadas
- DeBordieu
- Litchfield Beach
- North Santee
- Plantersville
- Sandy Island
- Yauhannah